# Serum Institute of India
Serum Institute of India (SII) est un laboratoire pharmaceutique indien privé, filiale du groupe Poonawalla Investment and Industries.
C'est le cinquième producteur mondial de vaccins derrière GlaxoSmithKline, Sanofi-Aventis, Merck et Novartis[Quand ?]. En 2008, la moitié des enfants dans le monde est vaccinée par un vaccin de Serum Institute, le plus grand fabricant de vaccins contre la rougeole et les DPT (diphtérie, coqueluche et tétanos). Serum produit un milliard de doses par an, vendues dans 140 pays.
Serum Institute a été fondé en 1966 à Pune dans le but de fournir aux Indiens des vaccins, jusqu’alors en nombre insuffisant et importés à un prix élevé. Ainsi, plusieurs traitements vitaux ont été produits à des prix abordables pour un ménage moyen et en abondance, si bien que l’Inde est devenue autosuffisante en vaccins contre le tétanos et en vaccins antivenimeux, suivis par les groupes de vaccins DTP (diphtérie, tétanos et poliomyelite) et ROR (rougeole, oreillons, rubéole).
En 2020, elle est la compagnie qui produit le plus de doses de vaccins au monde avec 1,5 milliard de doses par an.
En août 2020, Serum Institute  annonce que le vaccin AZD1222 contre le COVID-19 développé par AstraZeneca et l'Université d'Oxford sera disponible fin 2020, et que ce vaccin, produit en Inde, pourrait être commercialisé au prix de 3 dollars la dose dans les pays pauvres, en accord avec la Fondation Bill-et-Melinda-Gates.